# Psy 3. W imię zasad
Psy 3. W imię zasad – polski film sensacyjny z 2020 roku w reżyserii Władysława Pasikowskiego. Trzecia część serii Psy. Zdjęcia do filmu kręcono w województwie mazowieckim: w Serocku, Skubiance i Warszawie.

## Fabuła
Akcja filmu toczy się tuż po odbyciu kary 25 lat pozbawienia wolności przez Franciszka Maurera. Odzyskując wolność, pojawia się w nowej dla siebie rzeczywistości. W wyniku zbiegu okoliczności trafia ponownie na wiodącego dotychczas spokojne życie rencisty, Waldemara Morawca, któremu zaginął syn.

## Obsada
Opracowano na podstawie materiału źródłowego.

- Bogusław Linda jako Franciszek „Franz” Maurer
- Cezary Pazura jako Waldemar „Nowy” Morawiec
- Artur Żmijewski jako Radosław Wolf
- Edward Linde-Lubaszenko jako major Tadeusz Stopczyk
- Marcin Dorociński jako komisarz „Witman” Witkowski
- Sebastian Fabijański jako Damian, przyjaciel Tomka
- Tomasz Schuchardt jako „Cegła” Cegielski
- Magdalena Szczerbowska jako Angela Wenz
- Jan Frycz jako „Panicz”
- Mirosław Baka jako komendant Guziński
- Wałentyn Tomusiak jako Jakuszyn
- Iwona Katarzyna Pawlak jako Mariola Morawiec
- Dominika Walo jako Ola
- Eryk Lubos jako „Spinaker”
- Arkadiusz Jakubik jako „Morales”
- Wojciech Zieliński jako dyżurny Kołodziej
- Jacek Beler jako „Lewar”
- Dominika Kluźniak jako patolog
- Aleksandra Linda jako Janka
- Jan Napieralski jako Tomek Morawiec
- Sandra Drzymalska jako Sandra
- Michalina Robakiewicz jako posterunkowa
- Arkadiusz Bazak jako generał
- Henryk Niebudek jako cieć przy kamienicy
- Jerzy Braszka jako cieć w ZMS
- Kamil Przystał jako Rybak
- Marcin Stępniak jako Polak
- Piotr Wojtkowski jako Wróbel
- Adam Kupaj jako dyżurny na komisariacie
- Jakub Kornacki jako bramowy
- Kordian Rekowski jako zbrojmistrz
- Marcin Sitek jako mundurowy
- Józefina Siwko jako Bułgarka
- Dominik Nowak jako komiwojażer
- Kamila Wojciechowicz jako żona Kołodzieja
- Nico Rogner jako głos bankiera z Zurychu
- Krzysztof Ogonek jako ochroniarz Jakuszyna #1
- Piotr Głuchowski jako ochroniarz Jakuszyna #2
- Sergiusz Wolak jako ochroniarz Jakuszyna #3

## Muzyka
Muzyka, tak jak i w poprzednich częściach serii została skomponowana przez Michała Lorenca, a najbardziej charakterystyczny temat został wykonany na trąbce przez Roberta Majewskiego.

## Odniesienie
W fabule filmu zawarto odniesienia do rzeczywistego wydarzenia śmierci Igora Stachowiaka z 2016.